# Four Paws
Four Paws (стилізовано FOUR PAWS) — це міжнародна зоозахисна організація зі штаб-квартирою у Відні, Австрія. Її діяльність спрямована на покращення умов життя тварин, які перебувають під безпосереднім впливом людини, шляхом виявлення страждань, порятунку тварин, які цього потребують, та їх захисту.

## Історія
Організація «Чотири лапи» була заснована 4 березня 1988 року Гельмутом Данглером з метою захисту тварин від розведення заради хутра. У 1989 році були висунуті перші звинувачення проти низки хутряних ферм в Австрії. Крім того, Австрійські авіалінії та Lauda Air припинили перевезення спійманих екзотичних птахів.
У 1991 році «Чотири лапи» вимагали обов'язкового маркування яєць і повної заборони кліткового утримання курей-несучок. У 1998 році організація відкрила перший притулок для ведмедів в Арбесбаху, Австрія. У 1999 році фонд домігся закриття найбільшого в Австрії виробника яєць у кліткових умовах.
У 2000 році в Болгарії відкрився ведмежий притулок «Беліца», і перші три колишні танцюючі ведмеді переїхали до нього. У 2002 році захист тварин увійшов до основного закону Німеччини, а федеральний міністр Рената Кюнаст особисто подякувала «Чотири лапи». У 2005 році в Австрії набув чинності Федеральний закон про захист тварин, який заборонив хутрове звірівництво та використання диких тварин у цирках. У 2008 році у Віфлеємі, Південна Африка, відкрився притулок для великих котів Lionsrock. Гельмут Данґлер був нагороджений Срібним орденом «За заслуги перед Австрійською Республікою».
У 2010 році «Чотири лапи» розпочали співпрацю з Фондом принцеси Алії з Йорданії в рамках проекту «Аль-Мава для природи та дикої природи». У 2011 році 50 000 підписів проти торгівлі цуценятами були передані до Європейської комісії в Брюсселі. У той же час міжнародний протест організації «Чотири лапи» проти запланованого закону про вибракування собак увінчався успіхом. Закон був скасований Верховним судом Румунії. У 2012 році набула чинності загальноєвропейська заборона на звичайні клітки для курей на батарейках.
У 2014 році було відкрито ведмежий заповідник Приштина в Косово. У 2015 році «Чотири лапи» ініціювали кампанію проти консервованого полювання на левів, яка привернула увагу 281 000 прихильників. У 2018 році організація врятувала левів і ведмедів з «найгіршого зоопарку Європи» в Тирані, Албанія. Того ж року «Чотири лапи» організували перший Міжнародний саміт із захисту тварин у Відні, серед відомих гостей якого був китайський художник Ай Вейвей.
17 січня 2018 року Швейцарія зробила крок проти анонімної торгівлі домашніми тваринами в Інтернеті. З 1 березня 2018 року інтернет-торговці повинні були вказувати своє повне ім'я та адресу, а також країну походження та породи собак, які пропонуються на продаж. 5 січня 2020 року несподівано помер засновник і президент «Чотирьох лап» Гельмут Данглер. У січні 2020 року «Чотири лапи» врятували хворих левів у зоопарку в Хартумі, Судан, після того, як повідомлення про стан тварин викликали обурення в усьому світі.
4 вересня 2020 року організація разом з ветеринарами Аміром Халілом і Франком Геріцем з Інституту досліджень зоопарків і дикої природи ім. Лейбніца обстежила «найсамотнішого слона у світі» Каавана і схвалила його переїзд з Ісламабадського зоопарку в Пакистані до заповідника слонів у Камбоджі. Переїзд до Камбоджійського заповідника дикої природи наприкінці листопада 2020 року відбувся за підтримки громадської організації співачки Шер Free the Wild та бізнесмена Еріка Марголіса.
У січні 2021 року «Чотири лапи» опублікували австрійське видання «М'ясного атласу» у співпраці з Фондом Генріха Бьолля та природоохоронною організацією Global 2000.
У березні 2022 року чотири тигри були врятовані з Аргентини, щоб знайти новий дім у Південній Африці. Це був перший порятунок організації в Південній Америці.